# Kuusalu (gemeente)
Kuusalu (Estisch: Kuusalu vald) is een gemeente in de Estische provincie Harjumaa met 6.459 inwoners op 1 januari 2024 en als hoofdplaats Kuusalu. Het gemeentehuis staat echter in Kiiu.
De gemeente ligt aan de Finse Golf. Sinds het samengaan met de landgemeente Loksa (Loksa vald) in 2005 is Kuusalu in oppervlakte de grootste gemeente in de provincie. Tot het grondgebied behoren sindsdien ook de eilanden Pedassaar, Mohni, Hara en Haldi, die alle onbewoond zijn. De stadsgemeente Loksa wordt aan de landzijde volledig omsloten door Kuusalu.
In de hoofdplaats Kuusalu staat een kerk die gewijd is aan Sint-Laurentius. Het wapen van Kuusalu laat het rooster zien waarop Laurentius werd gemarteld.

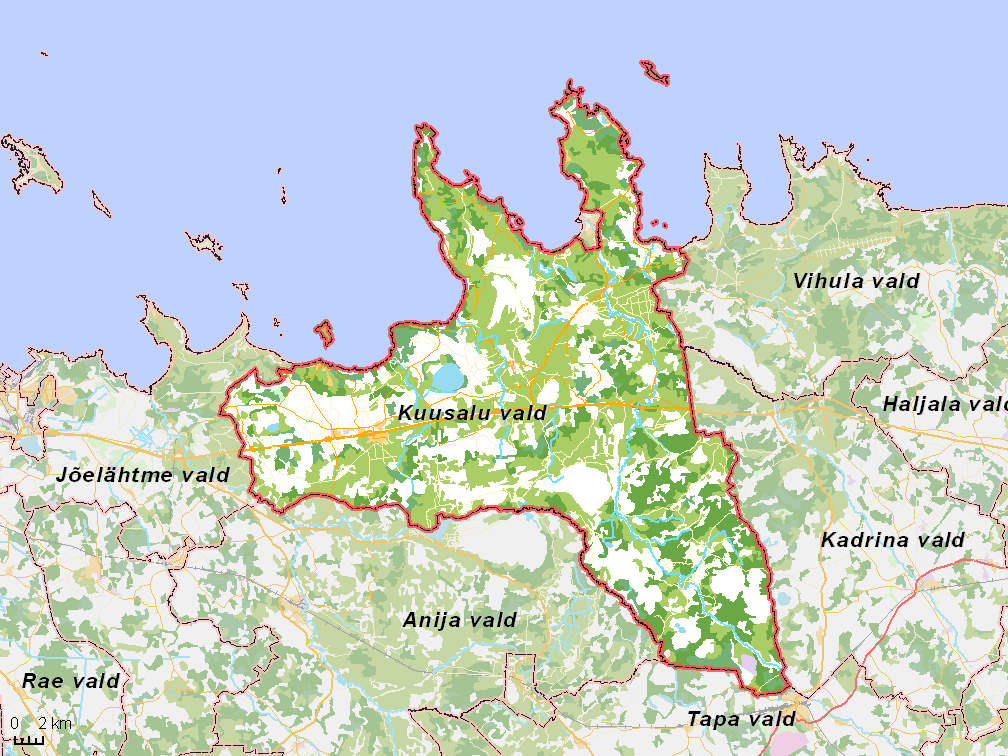
De gemeente met omliggende gemeenten, situatie begin 2017. Later in dat jaar ging de gemeente Vihula op in de gemeente Haljala

## Plaatsen
De gemeente telt 67 nederzettingen, waarvan er drie wat groter zijn en de status van alevik (vlek) hebben: Kuusalu, Kiiu en Kolga.
De 64 dorpen (Estisch: küla) zijn: Allika, Andineeme, Aru, Haavakannu, Hara, Hirvli, Ilmastalu, Joaveski, Juminda, Kaberla, Kahala, Kalme, Kasispea, Kemba, Kiiu-Aabla, Kodasoo, Koitjärve, Kolga-Aabla, Kolgaküla, Kolgu, Kõnnu, Kosu, Kotka, Külmaallika, Kupu, Kursi, Kuusalu (dorp), Leesi, Liiapeksi, Loksa, Mäepea, Murksi, Mustametsa, Muuksi, Nõmmeveski, Pala, Pärispea, Parksi, Pedaspea, Põhja, Pudisoo, Rehatse, Rummu, Salmistu, Saunja, Sigula, Sõitme, Soorinna, Suru, Suurpea, Tammispea, Tammistu, Tapurla, Tõreska, Tsitre, Turbuneeme, Uuri, Vahastu, Valgejõe, Valkla, Vanaküla, Vihasoo, Viinistu en Virve.

## Geboren in Kuusalu
In Aru: Veljo Tormis (1930-2017), componist
- Library of Congress Control Number: n98000705
- Nationale Bibliotheek van Israël: 987007535782505171
- Virtual International Authority File: 248262830

Stadsgemeenten: Keila · Loksa · Maardu · Tallinn

Landgemeenten: Anija · Harku · Jõelähtme · Kiili · Kose · Kuusalu · Lääne-Harju · Raasiku · Rae · Saku · Saue vald · Viimsi